# Diana Ringo

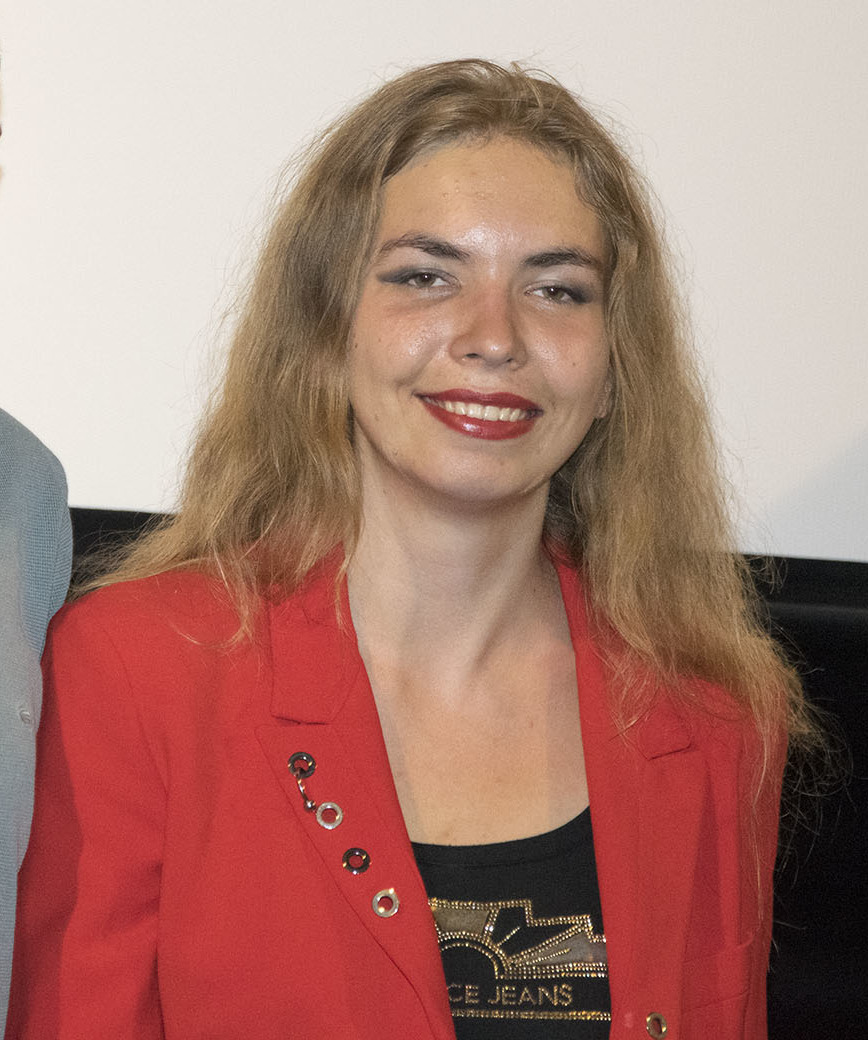
Diana Ringo (2017)

Diana Ringo (* 8. März 1992) ist eine finnische Filmregisseurin und Komponistin. Ihr Regiedebüt war das dystopische Spielfilmdrama KARAntin (2021), ein ausländischer Beitrag für die Golden Globes 2022. Als Komponistin des Films schrieb sie dafür 26 Originaltracks. Im 2023 drehte sie den Film 1984 nach dem gleichnamigen Roman von George Orwell.

## Leben
Ringo wurde als Tochter des finnischen Forschers Reijo Mononen und der russischen Künstlerin Elena Ringo geboren. Ihre Urgroßväter sind der Erfinder Josef Ringo  und der Mathematiker Sergei Michailowitsch Nikolski. Ringo wuchs in Helsinki auf und interessierte sich seit frühester Kindheit für Musik. Als sie fünf Jahre alt war, entdeckte der Pianist Dmitry Soloviev ihr absolutes Gehör. Sie erhielt ersten Klavier- und Musikunterricht bei Soloviev. Nach dem Schulabschluss studierte sie Klavier bei Pianisten wie Janne Mertanen und Risto Lauriala. Sie besuchte Meisterkurse des Hollywood-Komponisten Lalo Schifrin sowie der Regisseure Paul Verhoeven und David Lynch.
Ihre Musik für den Film Million Loves in Me von Sampson Yuen gewann 2020 den Preis für die beste Originalsoundtrack bei den Los Angeles Film Awards. Außerdem komponierte sie 2019 die Filmmusik für den Kurzfilm Hinge von Lisa Mayo am Santa Monica College.
Ringos Kompositionen kombinieren klassische und romantische Einflüsse mit moderner Elektronik und Synthesizern. Ihre bevorzugten klassischen Komponisten sind Bach, Beethoven und Chopin. Zu den Filmkomponisten, deren Werke Ringo beeinflusst haben, gehören Ennio Morricone, Dmitri Schostakowitsch, Michel Legrand, Giorgio Moroder und Lalo Schifrin.
2020 posierte Ringo als erste Finnin im Magazin Playboy in Spanien.
Im November 2022 wurde bekannt gegeben, dass ihr Spielfilm, der auf George Orwells dystopischem Roman 1984 basiert, im 2023 erscheinen wird. Ihr Film 1984 wurde am 15. November 2023 veröffentlicht.

## Auszeichnungen
- Beste Filmmusik – Hinge (Vienna Independent Film Festival 2019)[12]
- Beste Filmmusik – Million Loves in Me (Los Angeles Film Awards 2020)[13]
- Beste Filmmusik – Million Loves in Me (WICA Los Angeles 2021)[14]
- Beste Visuelle Effekte oder Design – KARAntin (ES Europe International Film Festival 2021)[15]

## Filmografie
- KARAntin (2021)
- 1984 (2023)